# Erik Ekelund
Erik Runar Selim Ekelund född 24 januari 1897 i Lovisa, död 21 maj 1976 i Ekenäs, var en finländsk litteraturhistoriker och författare.
Ekelund, som var son till stadsläkare Ernfrid Ekelund och Elin Fleege, blev filosofie kandidat 1920, filosofie magister 1923 samt filosofie licentiat och filosofie doktor 1930. Han blev e.o. tjänsteman vid Statistiska centralbyrån 1921, e.o. äldre aktuarie 1924, aktuarie 1929, överaktuarie 1934 och tillförordnad avdelningschef 1945. Han blev docent i svenska litteraturen vid Helsingfors universitet 1945, tillförordnad professor i litteraturhistoria vid Åbo Akademi 1946 och var ordinarie professor där 1947–1964. Han utgav Ola Hanssons ungdomsdiktning (doktorsavhandling, 1930) och de båda diktsamlingarna Dagarna (1919) och Vandrarna (1921). Han var medarbetare i Svensk uppslagsbok och huvudredaktör för Finsk Tidskrift 1952–1953. Han invaldes som ledamot av Finska Vetenskaps-Societeten 1955.

## Priser och utmärkelser
- Falckenska priset 1944
- Statsrådet Mauritz Hallbergs pris 1945
- Hedvig von Schantz’ pris 1952
- Svenska Akademiens Finlandspris 1975